# 朱毛俚
朱毛俚（?—?），清朝嘉庆年间人。嘉庆十九年（1814年）十月，同乡胡秉坤买了一本有反清言论和阵图的旧书，假称朱毛俚是明太祖后裔，和赵积善、祥林通信时称晏朝年号，被阮元堪获。